# ポリティカル・フィクション

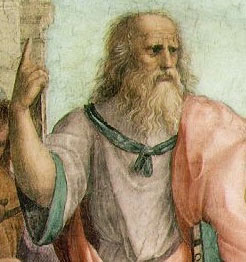
プラトン

モア

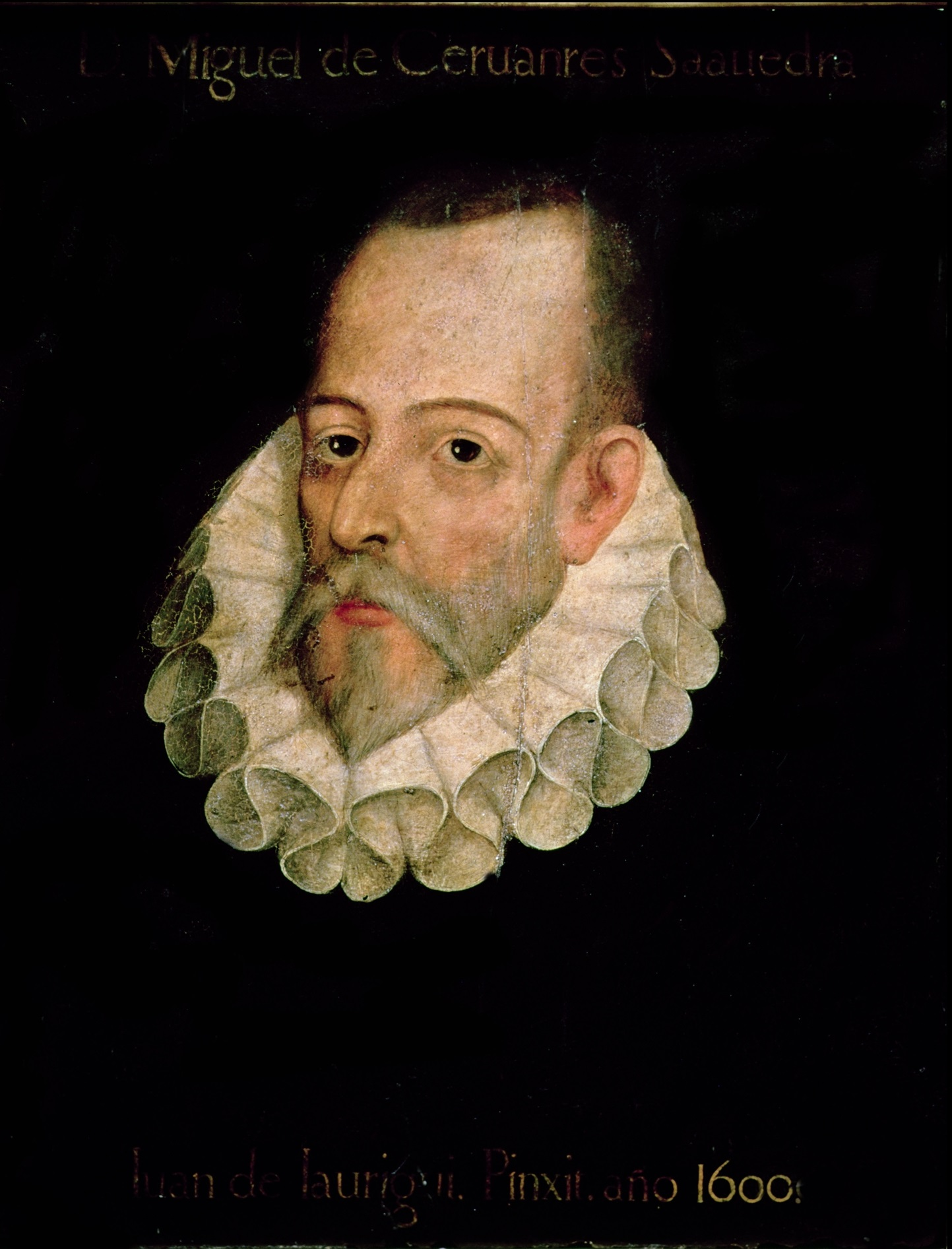
セルバンテス

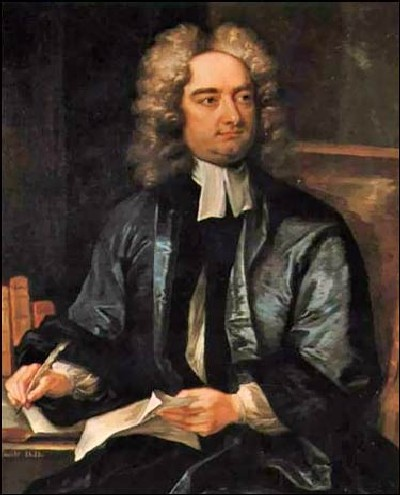
スウィフト

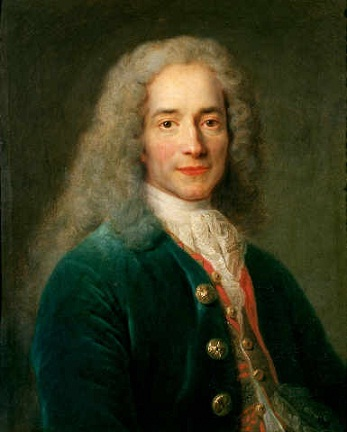
ヴォルテール

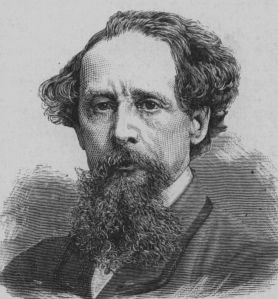
ディケンズ

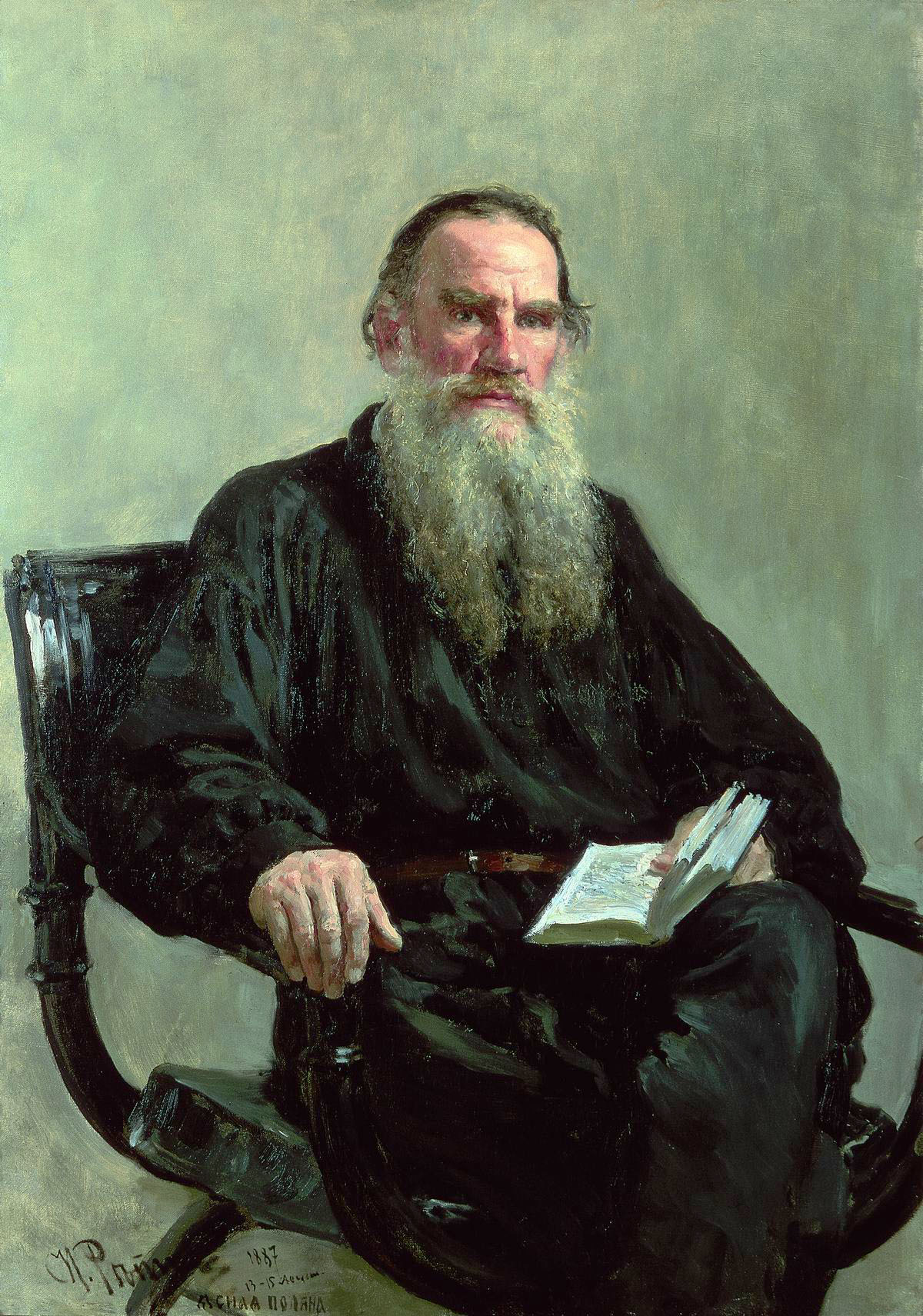
トルストイ

ポリティカル・フィクション（英語: political fiction）はフィクションのサブジャンルで、政治的な事柄を扱う。ストーリーを表現手段として、政治的事件、政治システム、政治学などについて語ることを特徴とする。「直接的に現実の社会を批判するか…あるいは架空の、時に奇想天外な世界を描く」作品が多い。
20世紀前半には特に全体主義的ディストピアを描いたポリティカル・フィクションが目立ち、ジャック・ロンドンの『鉄の踵』 (1908)、シンクレア・ルイスの It Can't Happen Here (1935) などがある。初期の後世に影響を与えた作品としては、『ガリヴァー旅行記』(1726)、『カンディード』(1759)、『アンクル・トムの小屋』(1852) などがある。ポリティカル・フィクションは風刺を交えていることが多く、ユートピア/ディストピア小説や社会派SFといったジャンルに分類されることも多い。

## 作品例
以下に古典および特筆すべき作品を列挙する。
- 『国家』（紀元前360年ごろ） プラトン
- 『パンチャタントラ』（紀元前200年ごろ）ヴィシュヌ・シャルマー（英語版）
- 『ユートピア』 (1516) トマス・モア
- 『ギリシャ使節の辞去』(1578) ヤン・コハノフスキ
- 『ドン・キホーテ』(1605) ミゲル・デ・セルバンテス
- 『阿呆物語』(1668) グリンメルスハウゼン
- 『天路歴程』(1678) ジョン・バニヤン
- 『ペルシア人の手紙』(1721) モンテスキュー
- 『ガリヴァー旅行記』(1726) ジョナサン・スウィフト
- 『カンディード』(1759) ヴォルテール
- 『バーナビー・ラッジ』(1841) チャールズ・ディケンズ
- 『婚約者』(1842) アレッサンドロ・マンゾーニ
- 『コニングズビー、または新世代』(1844) ベンジャミン・ディズレーリ
- 『シビル、あるいは二つの国民』(1845) ベンジャミン・ディズレーリ
- 『アンクル・トムの小屋』(1852) ハリエット・ビーチャー・ストウ
- 『二都物語』(1859) チャールズ・ディケンズ
- 『父と子』(1862) イワン・ツルゲーネフ
- 『戦争と平和』(1869) レフ・トルストイ
- 『悪霊』(1872) フョードル・ドストエフスキー
- 『金ぴか時代』(1876) マーク・トウェイン、チャールズ・ウォーナー
- 『カサマシマ公爵夫人』(1886) ヘンリー・ジェイムズ
- 『ボストンの人々』(1886) ヘンリー・ジェイムズ
- 『顧みれば』(1888) エドワード・ベラミー
- 『ノストローモ』(1904) ジョゼフ・コンラッド
- 『ジャングル』(1906) アプトン・シンクレア
- 『鉄の踵』 (1908) ジャック・ロンドン
- 『西欧人の眼に』(1911) ジョゼフ・コンラッド
- 『審判』(1925) フランツ・カフカ
- 『城』(1926) フランツ・カフカ
- 『すばらしい新世界』(1932) オルダス・ハクスリー
- 『動物農場』(1945) ジョージ・オーウェル
- 『心理学的ユートピア』(1948) by バラス・スキナー
- 『1984年』(1949) ジョージ・オーウェル
- 『おとなしいアメリカ人』(1955) グレアム・グリーン
- 『肩をすくめるアトラス』(1957) アイン・ランド
- 『喜劇役者』(1966) グレアム・グリーン
- 『ガン病棟』(1967) アレクサンドル・ソルジェニーツィン
- 『ワシントンD.C.』(1967) ゴア・ヴィダル
- 『アーロン・バアの英雄的生涯』(1973) ゴア・ヴィダル
- 『チョコレート・ウォー』(1974) ロバート・コーミア
- 『1876』(1976) ゴア・ヴィダル
- 『ヴァインランド』(1990) トマス・ピンチョン

## サイエンス・フィクション
- 『宇宙の戦士』(1959) ロバート・A・ハインライン
- 『所有せざる人々』(1974) アーシュラ・K・ル＝グウィン
- 《火星三部作》（1990年代） キム・スタンリー・ロビンソン